# سيريل هاينز
سيريل هاينز (بالإنجليزية: Cyril Haynes)‏ هو موزع موسيقي وعازف بيانو أمريكي، ولد في 1915 في منطقة قناة بنما في الولايات المتحدة، وتوفي في 1996.

## وصلات خارجية
- سيريل هاينز على موقع ميوزك برينز (الإنجليزية)
- سيريل هاينز على موقع أول ميوزيك (الإنجليزية)
- سيريل هاينز على موقع ديسكوغز (الإنجليزية)